# 平面三角形分子构型

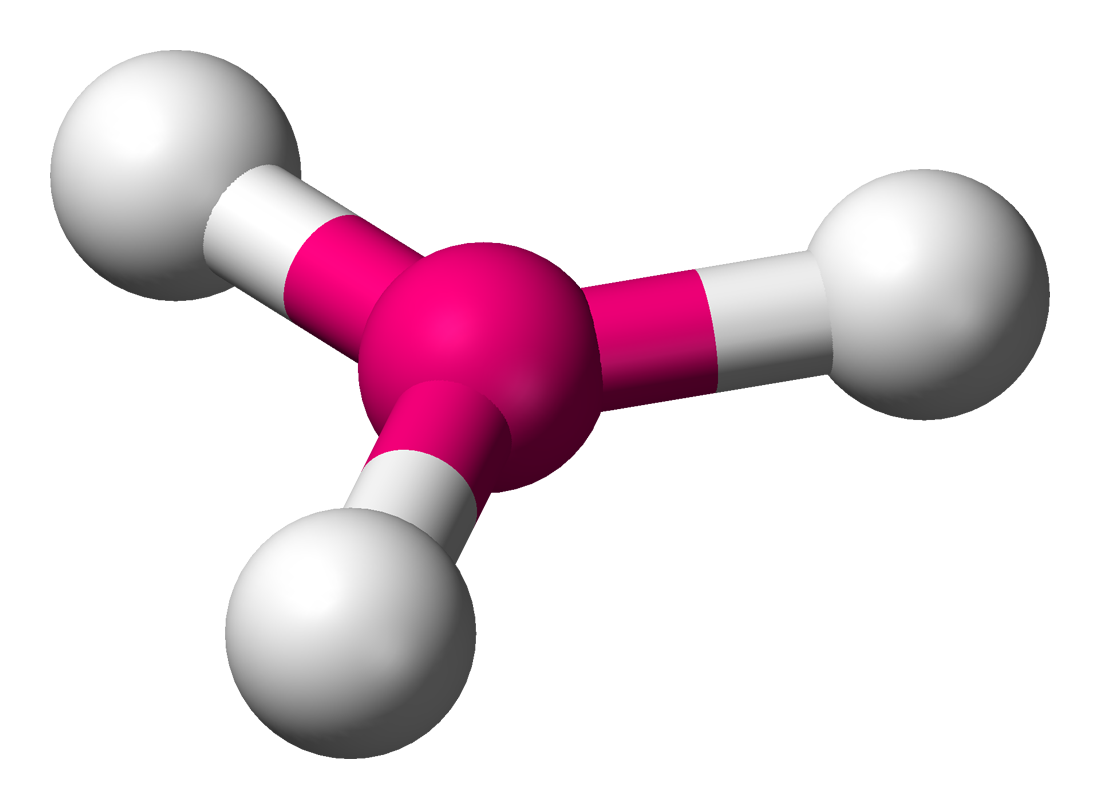
理想的平面三角形分子构型

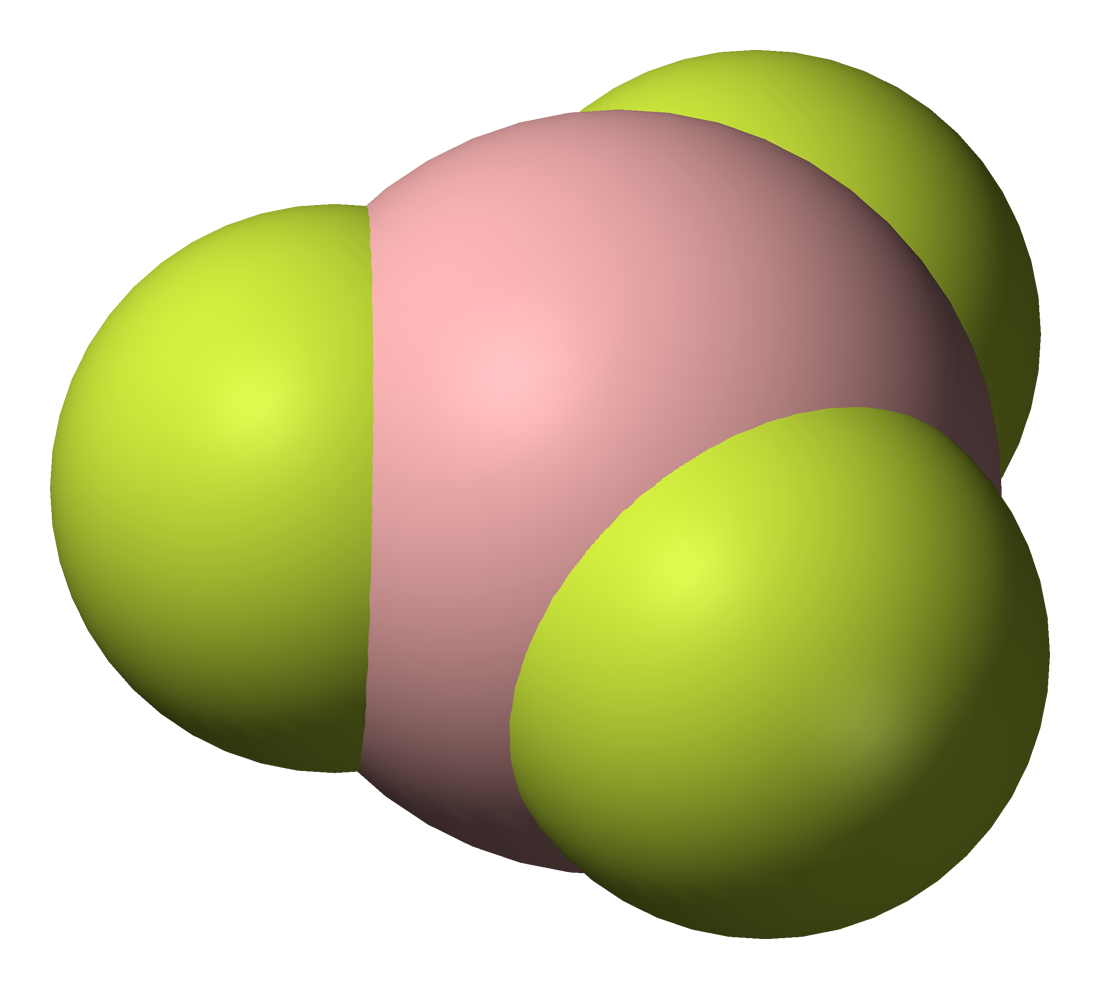
三氟化硼的結構是平面三角形分子构型

化学中，平面三角形分子构型描述了一個分子中，三個原子分別和同一個原子鍵結，三個原子形成一三角形，另一個原子在三角形中心，四個原子共平面的现象。。理想的平面三角形分子构型中，形成三角形的三個原子相同，鍵角為120°，屬於D3h的對稱群，但若三個原子非完全相同，例如H2CO，其構型就會和理想构型有些不同。
平面三角形分子构型的分子包括三氟化硼（BF3）、甲醛（H2CO）、光氣 （COCl2）及三氧化硫（SO3）。平面三角形构型的離子包括硝酸根（NO3−）、碳酸根離子（CO32−）及胍離子（ C(NH2)3+）。有機化學中，平面三角形的有機分子（例如乙烯）中的中心碳原子採用sp2杂化。。而碳陽離子亦是用sp2杂化的。
氮反转是一種三角錐构型胺類的畸变，其中一個過渡態即為平面三角形分子构型。
角錐化是一種從平面三角形分子构型轉變成四面体形分子构型的畸变。像金字塔烯烃中就會有這種畸变。

## 外部連結
- 3D Chem Chemistry, Structures, and 3D Molecules （页面存档备份，存于）
- Indiana University Molecular Structure Center
- Point Group Symmetry Interactive Examples
- Molecular Modeling
- Animated Trigonal Planar Visual （页面存档备份，存于）